# Gosport
Gosport ist eine Hafenstadt in der Grafschaft Hampshire im Süden Englands und liegt auf einer Halbinsel gegenüber der Stadt Portsmouth am Ärmelkanal.

## Geschichte
Zur Industrie gehören Schiffbau und Leichtindustrie. In den Napoleonischen Kriegen diente sie als wichtiger Marinestützpunkt. Im Zweiten Weltkrieg wurde Gosport durch deutsche Luftangriffe stark zerstört. 1944 war die Stadt ein Ausgangshafen für die Landung der Alliierten in Nordfrankreich.
Gosport beherbergt das Royal Navy Submarine Museum, das U-Boot-Museum der Königlichen Marine, sowie das Explosion Museum, das die Geschichte der maritimen Waffentechnik präsentiert.

## Städtepartnerschaft
Partnerstadt von Gosport ist Royan im französischen Département Charente-Maritime an der Mündung der Gironde.

## Persönlichkeiten
- Edward Hammond Hargraves (1816–1891), Entdecker
- Arthur Adams (1820–1878), Schiffsarzt und Zoologe
- Arthur W. Upfield (1890–1964), Krimi-Schriftsteller
- Oswyn Lywood (1895–1957), Fliegeroffizier im Ersten und Zweiten Weltkrieg
- Bob Anderson (1922–2012), Fechter und Schauspieler
- James Philip  Elliott (1929–2008), theoretischer Kernphysiker
- Richard Dawson (1932–2012), Schauspieler und Fernsehmoderator
- Nigel Sitwell (1935–2017), Naturschützer, Geschäftsmann und Autor
- Colin Nutley (* 1944), Filmregisseur
- Stuart Rose, Baron Rose of Monewden (* 1949), Wirtschaftsmanager und Politiker
- Graham Maby (* 1952), Musiker
- Steve Berry (* 1957), Jazz-Bassist und Cellist
- Matt Ritchie (* 1989), Fußballspieler